# Saskia Sassen
Saskia Sassen (Hága, 1947. január 5. –) amerikai szociológus, közgazdász. Elsősorban a globalizáció és a nemzetközi migráció kérdéskörében megjelentetett elemzéseiről ismert. A Chicagói Egyetem és a London School of Economics professzora. Richard Sennett szociológus felesége.
Sassen Buenos Aires-ben nőtt fel, ahová apja, az SS-tag Willem Sassen menekült 1950-ben. Gyermekkorának egy részét Olaszországban töltötte. 1966-tól kezdve egy-egy évig a franciaországi Poitiers-i Egyetem, a római Università degli Studi és az Universidad Nacional de Buenos Aires hallgatója volt; filozófiát és politikatudományt tanult. 1969-től szociológiát és közgazdaságtant hallgatott az indianai Notre Dame Egyetemen; 1971-ben elvégezte a mesterképzést, majd 1974-ben PhD fokozatot szerzett. Emellett 1974-ben Poitiers-ben filozófiai diplomát is kapott.
Az 1980-as és 1990-es évek folyamán a városszociológia egyik legjelentősebb kutatójává vált. Tőle származik a global city (világváros) kifejezés.

## Magyarul megjelent műve
- Elveszített kontroll? Szuverenitás a globalizáció korában; fordította: Rotyis József, előszó: Almási Miklós; Helikon, Budapest, 2000 (Helikon huszonegy)